# Corrodopsylla barrerai
Corrodopsylla barrerai är en loppart som beskrevs av Traub et Evans 1967. Corrodopsylla barrerai ingår i släktet Corrodopsylla och familjen mullvadsloppor. Inga underarter finns listade i Catalogue of Life.